# 宮城県道106号川前白石線
宮城県道106号川前白石線（みやぎけんどう106ごう かわまえしろいしせん）は、宮城県伊具郡丸森町の国道349号と宮城県白石市の宮城県道24号白石丸森線とを結ぶ一般県道である。

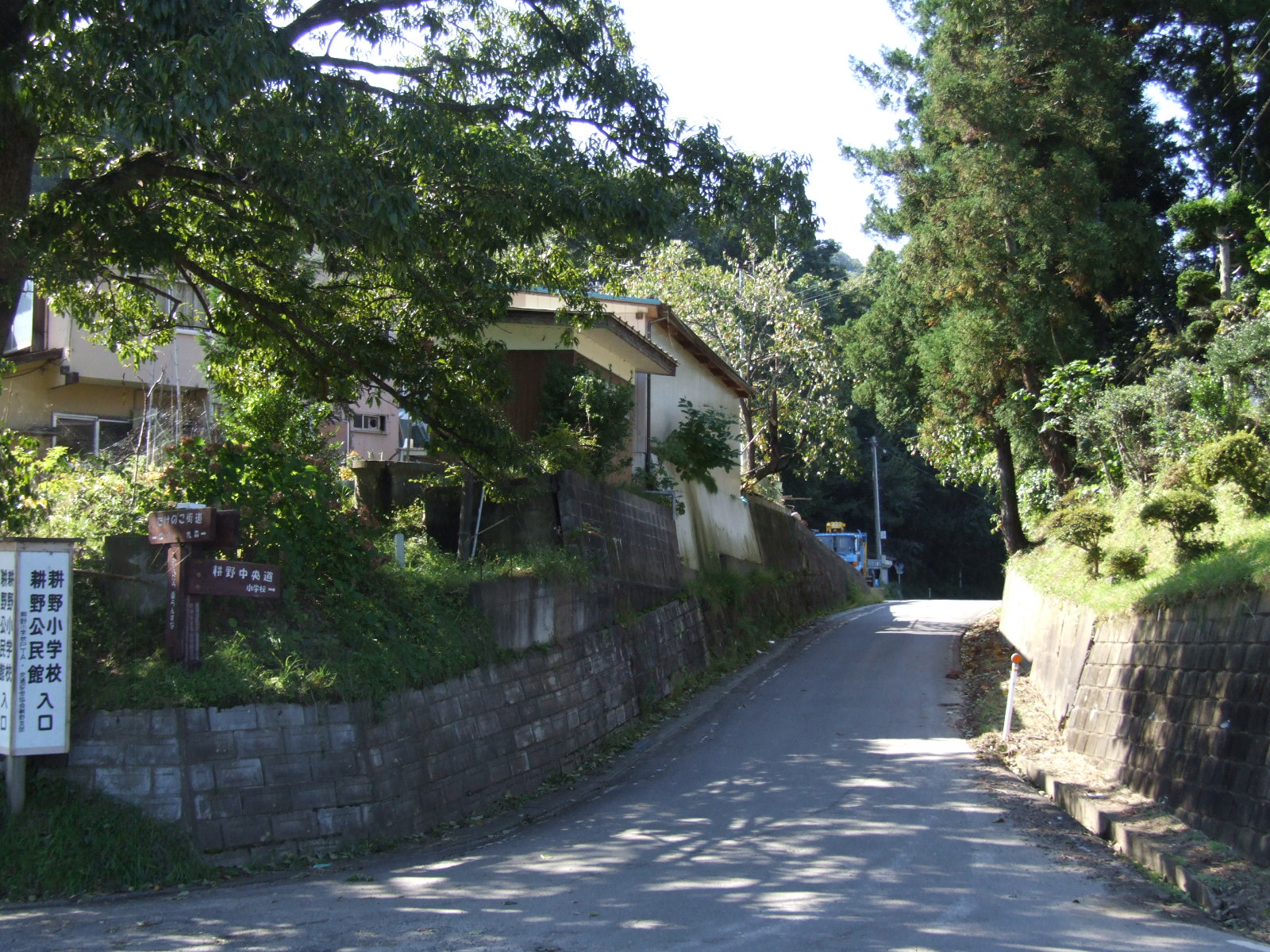
阿武隈川沿いから山に入る起点（丸森町、2006年10月）

## 路線概要
国道349号交点から宮城県道105号越河角田線との重複区間を抜け、白石市内の東北新幹線白石蔵王駅からほど近い交差点で宮城県道24号白石丸森線と接続する。
- 起点：宮城県伊具郡丸森町川前（交差点＝国道349号交点）
- 終点：宮城県白石市大鷹沢（交差点＝宮城県道24号白石丸森線交点）

## 通過する自治体
- 宮城県
  - 伊具郡
    - 丸森町

  - 白石市

## 接続する道路
- 国道349号
- 宮城県道24号白石丸森線
- 宮城県道105号越河角田線

## 重複区間
- 宮城県道105号越河角田線（丸森町）